# Château Couhins-Lurton
Le château Couhins-Lurton, est un domaine viticole situé à Villenave-d'Ornon en Gironde. Situé en AOC pessac-léognan, il est classé grand cru dans le classement des vins de Graves.